# El Cabaco
El Cabaco – gmina w Hiszpanii, w prowincji Salamanka, w Kastylii i León, o powierzchni 47,35 km². W 2011 roku gmina liczyła 278 mieszkańców.